# Illintsi (huyện)
Huyện Illintsi (tiếng Ukraina: Іллінецький район, chuyển tự: Illintsis'kyi raion) là một huyện của tỉnh Vinnytsia thuộc Ukraina. Huyện Illintsi có diện tích 915 km², dân số theo điều tra dân số ngày 5 tháng 12 năm 2001 là 42519 người với mật độ 46 người/km2. Trung tâm huyện nằm ở Illintsi.